# Tombeaux de la vallée des Reines
Liste des tombeaux de la vallée des Reines près de Thèbes :
| Nom  | Destinataire(s)               | Parenté                                                   | Dynastie        |
| ---- | ----------------------------- | --------------------------------------------------------- | --------------- |
| QV1  | inconnue                      |                                                           | XVIIIe dynastie |
| QV2  | inconnue                      |                                                           | XVIIIe dynastie |
| QV3  | inconnue                      |                                                           | XVIIIe dynastie |
| QV4  | inconnue                      |                                                           | XVIIIe dynastie |
| QV5  | inconnue                      |                                                           | XVIIIe dynastie |
| QV6  | inconnue                      |                                                           | XVIIIe dynastie |
| QV7  | inconnue                      |                                                           | XVIIIe dynastie |
| QV8  | Hori et une princesse anonyme | fils royal et fille royale                                | XVIIIe dynastie |
| QV9  | inconnue                      |                                                           | XVIIIe dynastie |
| QV10 | inconnue                      |                                                           | XVIIIe dynastie |
| QV11 | inconnue                      |                                                           | XVIIIe dynastie |
| QV12 | inconnue                      |                                                           | XVIIIe dynastie |
| QV13 | inconnue                      |                                                           | XVIIIe dynastie |
| QV14 | inconnue                      |                                                           | XVIIIe dynastie |
| QV15 | inconnue                      |                                                           | XVIIIe dynastie |
| QV16 | inconnue                      |                                                           | XVIIIe dynastie |
| QV17 | princesse Méritrê             |                                                           | XVIIIe dynastie |
| QV18 | inconnue                      |                                                           | XVIIIe dynastie |
| QV19 | inconnue                      |                                                           | XVIIIe dynastie |
| QV20 | inconnue                      |                                                           | XVIIIe dynastie |
| QV21 | inconnue                      |                                                           | XVIIIe dynastie |
| QV22 | inconnue                      |                                                           | XVIIIe dynastie |
| QV23 | inconnue                      |                                                           | XVIIIe dynastie |
| QV24 | inconnue                      |                                                           | XVIIIe dynastie |
| QV25 | inconnue                      |                                                           | XVIIIe dynastie |
| QV26 | inconnue                      |                                                           | XVIIIe dynastie |
| QV27 | inconnue                      |                                                           | XVIIIe dynastie |
| QV28 | inconnue                      |                                                           | XVIIIe dynastie |
| QV29 | inconnue                      |                                                           | XVIIIe dynastie |
| QV30 | Nebiri                        | chef des écuries                                          | XVIIIe dynastie |
| QV31 | princesse (ou reine) inconnue |                                                           | XIXe dynastie   |
| QV32 | inconnue                      |                                                           | XVIIIe dynastie |
| QV33 | reine Tanedjemet              | fille de Ramsès                                           | XXe dynastie    |
| QV34 | princesse inconnue            |                                                           | XIXe dynastie   |
| QV35 | inconnue                      |                                                           | XVIIIe dynastie |
| QV36 | princesse (ou reine) inconnue |                                                           | XIXe dynastie   |
| QV37 | inconnue                      |                                                           | XVIIIe dynastie |
| QV38 | Satrê                         | épouse de Ramsès Ier                                      | XIXe dynastie   |
| QV39 | inconnue                      |                                                           |                 |
| QV40 | princesse inconnue            |                                                           | XIXe dynastie   |
| QV41 | inconnue (tombe inachevée)    |                                                           | XXe dynastie    |
| QV42 | Parêherounemef                | fils de Ramsès III                                        | XXe dynastie    |
| QV43 | Séthiherkhépeshef             | fils de Ramsès III                                        | XXe dynastie    |
| QV44 | Khâemouaset                   | fils de Ramsès III                                        | XXe dynastie    |
| QV45 | inconnue (tombe inachevée)    |                                                           | XXe dynastie    |
| QV46 | Imhotep                       | vizir de Thoutmôsis Ier                                   | XVIIIe dynastie |
| QV47 | princesse Ahmès               | fille de Seqenenrê Tâa et Satdjéhouty                     | XVIIe dynastie  |
| QV48 | inconnue                      |                                                           | XVIIIe dynastie |
| QV49 | inconnue                      |                                                           | XIXe dynastie   |
| QV50 | inconnue                      |                                                           | XXe dynastie    |
| QV51 | reine Iset                    | épouse de Ramsès III, mère de Ramsès VI                   | XXe dynastie    |
| QV52 | reine Tyti                    | épouse de Ramsès III, mère de Ramsès IV                   | XXe dynastie    |
| QV53 | prince Ramsès-Méryamon        | fils de Ramsès III                                        | XXe dynastie    |
| QV54 | inconnue (tombe inachevée)    |                                                           | XXe dynastie    |
| QV55 | prince Amonherkhépeshef       | fils de Ramsès III                                        | XXe dynastie    |
| QV56 | inconnue (tombe inachevée)    |                                                           | XIXe dynastie   |
| QV57 | inconnue (tombe inachevée)    |                                                           | XIXe dynastie   |
| QV58 | inconnue (tombe inachevée)    |                                                           | XIXe dynastie   |
| QV59 | inconnue                      |                                                           | XVIIIe dynastie |
| QV60 | reine Nebettaouy              | fille et épouse de Ramsès II                              | XIXe dynastie   |
| QV61 | inconnue (tombe inachevée)    |                                                           | XIXe dynastie   |
| QV62 | inconnue (tombe inachevée)    |                                                           | XIXe dynastie   |
| QV63 | inconnue (tombe inachevée)    |                                                           | XIXe dynastie   |
| QV64 | inconnue (tombe inachevée)    |                                                           | XIXe dynastie   |
| QV65 | inconnue (tombe inachevée)    |                                                           | XIXe dynastie   |
| QV66 | reine Néfertari               | épouse de Ramsès II                                       | XIXe dynastie   |
| QV67 | inconnue                      |                                                           | XVIIIe dynastie |
| QV68 | reine Mérytamon               | fille de Ramsès II et Néfertari et épouse de Ramsès II    | XIXe dynastie   |
| QV69 | inconnue                      |                                                           | XVIIIe dynastie |
| QV70 | Néhésy                        |                                                           | XVIIIe dynastie |
| QV71 | reine Bentanat                | fille de Ramsès II et Isis-Néféret et épouse de Ramsès II | XIXe dynastie   |
| QV72 | Néferhat / Baki               |                                                           | XVIIIe dynastie |
| QV73 | reine Hénouttaouy             | fille de Ramsès II et Néfertari et épouse de Ramsès II    | XIXe dynastie   |
| QV74 | reine Douatentopet            | épouse de Ramsès IV                                       | XXe dynastie    |
| QV75 | reine Hénoutmirê              | fille et épouse de Ramsès II                              | XIXe dynastie   |
| QV76 | Mérytrê II                    | fille royale                                              | XVIIIe dynastie |
| QV77 | inconnue                      |                                                           | XVIIIe dynastie |
| QV78 | inconnue                      |                                                           | XVIIIe dynastie |
| QV79 | inconnue                      |                                                           | XVIIIe dynastie |
| QV80 | reine Mouttouya               | épouse de Séthi Ier                                       | XIXe dynastie   |
| QV81 | Heka[...]                     |                                                           | XVIIIe dynastie |
| QV82 | Minemhat et Amenhotep         | filles royales                                            | XVIIIe dynastie |
| QV83 | inconnue                      |                                                           | XVIIIe dynastie |
| QV84 | inconnue (tombe inachevée)    |                                                           | XXe dynastie    |
| QV85 | inconnue (tombe inachevée)    |                                                           | XXe dynastie    |
| QV86 | inconnue (tombe inachevée)    |                                                           | XXe dynastie    |
| QV88 | Ahmosé                        | fils royal                                                | XVIIIe dynastie |